# Tupolev Tu-73
Le Tupolev Tu-73 (Samoliot 73) était un bombardier moyen triréacteur soviétique de la fin des années 1940. Il a perdu la compétition face à l’Iliouchine Il-28 « Beagle ».

## Développement
L’OKB Tupolev a continué à développer la lignée du Tupolev Tu-2 avec l’avènement des turboréacteurs. Le Tu-8 (« modèle 69 ») a été redessiné avec deux turboréacteurs Rolls-Royce Nene I, remplaçant les moteurs à pistons dans de nouvelles nacelles. La nouvelle conception a reçu la désignation OKB « modèle 72 » et la désignation officielle Tu-18 2 × Nene I, mais a été abandonnée en raison de la conception plus prometteuse « modèle 73 » absorbant des ressources.
Suivant la disposition générale du Tu-2 et du Tupolev Tu-8 modèle 72, le bombardier à courte portée « modèle 73 » (désignation officielle ; Tu-20 2 × Nene I) avait une aile haute, de grands ailerons et un gouvernail avec arête dorsale intégrée, un train d'atterrissage tricycle et des moteurs dans de longues nacelles suspendues à environ 1/3 de la longueur de l’aile, qui abritaient également les jambes principales du train d’atterrissage, lorsqu’elles étaient rétractées. Avant que la conception ne soit finalisée, il a été découvert que les moteurs Nene I produisaient moins de puissance que prévu : 19,57 kN et non les 22,26 kN attendus, ce qui a nécessité l’ajout d’un moteur d’appoint Rolls-Royce Derwent V dans le fuselage arrière, débouchant à la base de l’aileron.
Le triréacteur « modèle 73 » (désignation officielle : Tu-14 2 × Nene I + 1 × Derwent V) vola pour la première fois le 29 décembre 1947, avec des essais en vol se poursuivant jusqu’au 31 mai 1949. Les résultats prometteurs ont abouti à une commande de dix prototypes de pré-production « modèle 73S », propulsés par des RD-45 et Klimov RD-500 (moteurs Nene et Derwent de production soviétique). Aucune des commandes de pré-production n’a été réalisée, mais les pièces fabriquées à GAZ-23 ont été absorbées par la ligne de production du Tupolev Tu-14 à GAZ-39.
Le développement ultérieur de la ligne modèle 73 a abouti à l’avion de reconnaissance photographique « modèle 73R » / « modèle 78 » (désignation officielle : Tu-16 2 × Nene I + 1 × Derwent V). Le modèle 78 était extérieurement identique au modèle 73, à l’exception d’un obturateur conique rétractable au-dessus de l’entrée d’air du Derwent à l’arrière du fuselage à l’extrémité avant de l’arête dorsale. Le modèle 78 vola pour la première fois le 7 mai 1948 et effectua des essais en vol de son équipement photographique, qui ne furent pas satisfaisants. Malgré les améliorations apportées à l’équipement photographique, le 14 mai 1949 le Conseil des ministres annule tout développement ou production ultérieur des modèles « 73 », « 78 » et « 79 ».
Deux autres projets d’avions de reconnaissance photographique ont été conçus, tous deux similaires aux modèles 73 et 78. Le premier « modèle 79 » (désignation officielle : Tu-30 2 × Nene I + 1 × Derwent V) n’a pas été poursuivi. Le second « modèle 79 » (désignation officielle : Tu-20 2 × VK-1 + 1 x RD-500), devait utiliser une cellule inachevée de modèle 73S, mais son développement a été annulé, comme indiqué ci-dessus.
La VVS (Voyenno-Vozdushnyye Sily : armée de l'air soviétique) a rejeté les bombardiers triréacteurs car elle était opposée à l’utilisation d’avions à deux types de moteurs. Elle était également plus favorable à l’Iliouchine Il-28 comme bombardier moyen. Cependant l’AV-FM (Aviatsiya Voyenno-Morskogo Flota : aéronavale soviétique) avait besoin d’un bombardier-torpilleur. Celui-ci a été développé à partir de la dernière itération du modèle 73, le modèle 81 (désignation officielle : Tu-14 2 × VK-1) sous le nom de « modèle 81T » (désignation officielle : Tu-14T 2 × VK-1). Les avions de production ont été livrés à l’AV-MF sous le nom de Tupolev Tu-14T.

## Variantes

### Modèle 72
- Projet initial d’un bombardier tactique propulsé par deux turboréacteurs Rolls-Royce Nene I, dérivé du Tupolev modèle 69 (Tu-8), non construit[1].
- Désignation officielle : Tu-18 2 x Nene I.

### Modèle 73
- Projet initial de bombardier à courte portée, propulsé par deux turboréacteurs Rolls-Royce Nene I, non construit.
- Désignation officielle : Tu-20 2 x Nene I.

### Modèles 73 S et R
- Projet de bombardier expérimental, propulsé par deux turboréacteurs Rolls-Royce Nene I et un turboréacteur Rolls-Royce Derwent V. Un exemplaire construit.
- Désignation officielle : Tu-14 2 x Nene I + 1 x Derwent V.
  - modèle 73S : Dix prototypes de pré-production commandés, mais seulement partiellement achevés avant l’annulation du programme.
  - modèle 73R : désignation originale de l’OKB pour l’avion de reconnaissance photographique modèle 78.

### Modèle 78
- Version de reconnaissance, propulsée par des moteurs Rolls-Royce, un exemplaire construit.
- Désignation officielle : Tu-16 2 x Nene I + 1 x Derwent V.

### Premier modèle 79
- Projet initial d’un avion de reconnaissance photographique basé sur le modèle 73.
- Désignation officielle : Tu-30 2 x Nene I + 1 x Derwent V.

### Second modèle 79
- Modèle 78 propulsé par des moteurs Klimov VK-1 (Rolls-Royce de fabrication soviétique). Désigné à l’origine modèle 73R.
- Désignation officielle : Tu-20 2 x VK-1 + 1 x RD-500.

### Modèle 81
- Bombardier moyen bimoteur, développement du modèle 73.
- Désignation officielle : Tu-14 2 x VK-1.

### Modèle 81T
- Bombardier-torpilleur bimoteur pour l’AV-MF, développement du modèle 73
- Désignation officielle : Tu-14T 2 x VK-1.